# Cine Valls
El Cine Valls és un edifici noucentista del municipi de Valls (Alt Camp) protegit com a Bé Cultural d'Interès Local.

## Descripció
Edifici noucentista entre mitgeres, de planta i quatre pisos. Empra en la composició de la façana motius clàssics, que mescla amb solucions racionalistes. Dues pilastres de maó dominen la façana, coronada amb un frontó. En el centre de la façana, una tribuna de línies simples, igual que la resta d'obertures, sobresurt del pla vertical. la resta d'obertures està disposada de forma irregular. Per tal de solucionar el desnivell existent entre els dos edificis contigus, la planta adopta en l'extrem esquerre una forma arrodonida.

## Història
Inauguració de l'edifici el 6 de gener de l'any 1932, en què s'iniciaren les activitats de la sala d'espectacle anomenada "Cinema Valls", a la plaça del pati. El solar on Cèsar Martinell va projectar l'edifici era buit des de feia dos anys, després d'haver-s'hi enderrocat les velles edificacions d'una entitat social i establiment de barberia que hi existien anteriorment. Es deia que el nou local encabia 1300 persones. L'edifici es manté en l'actualitat, però la façana s'ha malmès en reformar-se la planta baixa per a allotjar una oficina bancària.